# Azot (Kemerovo)
Az Azot (oroszul: Азот) 1956-ban indult, ma már  részvénytársasági formában működő vegyipari termelő vállalat Oroszország ázsiai részén, Kemerovo városban. Korábbi neve (1975-ig) Novokemerovói Vegyikombinát. Nem tévesztendő össze a szintén vegyiparban érdekelt Azot néven ismert, de Novomoszkovszkban működő, valamint az azonos nevű ukrajnai (Cserkaszi) vállalatokkal.

## Története
A Novokemerovói Vegyikombinát a második világháború után épült, létesítéséről 1945 áprilisában határozott a szovjet kormány. Az újonnan felépült gyárban tizenegy évvel később, 1956-ban indult meg a nitrogénműtrágya termelése. 1962-ben kezdték el a vállalat egyik legfontosabb terméke, a kaprolaktám gyártását. Akkor még szenet használtak nyersanyagként vegyi termékek előállítására, de később mindenütt, Kemerovóban csak az 1980-as évek elején átálltak a földgáz alapú termelésre.  
1975-ben a vállalat fölvette az Azot nevet (jelentése: 'nitrogén'), 1993-ban részvénytársasággá alakult. 1998-ban a vegyiparban érdekelt SZIBUR-holding, 2007-ben a SZIBUR által létrehozott „SZIBUR-Minudobrenyije” (minudobrenyije jelentése: 'műtrágya') társaság része lett.

## Gyártmányai
A kemerovói Azot Oroszország egyik legnagyobb vegyipari vállalata. Szibéria egyetlen olyan nagyvállalata, amely műtrágyát állít elő a mezőgazdaság, robbanóanyagokat a bányászat, kaprolaktámot a vegyipar, egyéb alapanyagokat a műanyag- és festékgyártás számára. Több mint negyvenféle vegyi terméket készítenek, köztük:
- Ammónia
- Műtrágyák: ammónium-nitrát, ammónium-szulfát, karbamid
- Kaprolaktám
- Kénsav
- Dimetilformamid
- Polietilén termékek

Oroszországban három helyen: Togliatti, Kemerovo és Scsokino (Tulai terület) városok vegyigyáraiban termelnak kaprolaktámot. Közülük a togliatti-i a legnagyobb. Oroszországban a második és a világon a tizenhetedik a kemerovói Azot, kapacitása jelenleg kb. 110 ezer tonna/év. A megtermelt kaprolaktámot a vállalat nem maga dolgozza fel, hanem az utóbbi években már teljes egészében granulátumként gyártja és exportra szánja.